# 达比·亨德里克森
达比·亨德里克森（英語：Darby Hendrickson，1972年8月28日—），美国男子冰球运动员，场上位置是前锋。他曾代表美国国家队参加1994年冬季奥林匹克运动会冰球比赛，获得第8名。